# Rhopographella gaduae
Rhopographella gaduae är en svampart som först beskrevs av Henn., och fick sitt nu gällande namn av Sacc. & Trotter 1913. Rhopographella gaduae ingår i släktet Rhopographella, divisionen sporsäcksvampar och riket svampar.   Inga underarter finns listade i Catalogue of Life.